# Daltonia tristaniensis
Daltonia tristaniensis là một loài rêu trong họ Daltoniaceae. Loài này được Dixon mô tả khoa học đầu tiên năm 1960.